# (25079) 1998 QU103
A (25079) 1998 QU103 a Naprendszer kisbolygóövében található aszteroida. Eric Walter Elst fedezte fel 1998. augusztus 26-án.